# 皇家天文学会院士
皇家天文学会院士 （FRAS）是由皇家天文学会（RAS）批准授予给个人的荣誉学术称号。

## 院士人数
截至2016年，共约有3800名院士， 其中大约一半为博士级专业科学家，四分之一是学士后研究生或退休科学家、业余科学家和本科生。大约三分之一的院士来自英国本土以外.院士享有使用FRAS勋衔的资格。

## 备注
1. 1 2  Anon. . ras.org.uk. 2015  [2017-09-03]. （原始内容存档于2017-08-24）.
2. 1 2 3 4  Anon. . ras.org.uk. London. 2016. （原始内容存档于2016-11-06）.

## 另请参阅
- 爱丁堡皇家学会会员